# Phébus et Borée
Phébus et Borée est la troisième fable du livre VI de Jean de La Fontaine situé dans le premier recueil des Fables de La Fontaine, édité pour la première fois en 1668.
Le vent (Borée) et le soleil (Phébus) parient à qui contraindra un voyageur à ôter son manteau. Le vent, après avoir tempêté sans succès, passe son tour au soleil, qui en quelques rayons fait tant suer l'homme qu'il quitte son habit. 
Ce texte est inspiré des fables d'Esope, et était connue par les romains sous le titre de De Vento et Sole (en).
La conclusion : Plus fait douceur que violence.
Borée et le soleil virent un voyageur

      Qui s'était mis par bonheur

Contre le mauvais temps. On entrait dans l'automne, 

Quand la précaution aux voyageurs est bonne:

Il pleut, le soleil luit, et l'écharpe d'Iris

      Rend ceux qui sortent avertis

Qu'en ces mois le manteau leur est fort nécessaire:

Les Latins les nommaient douteux pour cette affaire.

Notre homme s'était donc à la pluie attendu:

Bon manteau bien doublé, bonne étoffe bien forte.

Celui-ci, dit le vent, prétend avoir pourvu

A tous les accidents, mais il n'a pas prévu

      Que je saurai souffler de sorte

Qu'il n'est bouton qui tienne: il faudra, si je veux, 

      Que le manteau s'en aille au diable.

L'ébattement pourrait nous en être agréable:

Vous plaît-il de l'avoir? Eh bien ! gageons, nous deux,

      Dit Phébus, sans tant de paroles,

A qui plus tôt aura dégarni les épaules

      Du cavalier que nous voyons.

Commencez: Je vous laisse obscurcir mes rayons.

Il n'en fallut pas plus. Notre souffleur à gage

Se gorge de vapeur, s'enfle comme un ballon, 

      Fait un vacarme de démon,

Siffle, souffle, tempête, et brise en son passage

Maint toit qui n'en peut mais, fait périr maint bateau:

      Le tout au sujet d'un manteau.

Le cavalier eut soin d'empêcher que l'orage

      Ne se pût engouffrer dedans.

Cela le préserva. Le vent perdit son  temps;

Plus il se tourmentait, plus l'autre tenait ferme:

Il eut beau faire agir le collet et les plis.

      Sitôt qu'il fut au bout du terme

      Qu'à la gageure on avait mis,

      Le soleil dissipe la nue,

Récrée et puis pénètre enfin le cavalier,

      Sous son balandras fait qu'il sue,

      Le contraint à s'en dépouiller:

Encor n'usa-t-il pas de toute sa puissance.

      Plus fait douceur que violence.
— Jean de La Fontaine, Fables de La Fontaine, Phébus et Borée